# Zdeněk Koukal
Zdeněk Koukal (14 marzo 1984) è un ex calciatore ceco, di ruolo difensore.